# Vadstena distrikt
Vadstena distrikt är ett distrikt i Vadstena kommun och Östergötlands län. 
Distriktet ligger i och omkring Vadstena. 

## Tidigare administrativ tillhörighet
Distriktet inrättades 2016 och utgörs av en del av området som Vadstena stad omfattade till 1971, delen som före 1952 utgjorde stadens omfattning och Sankt Pers socken.
Området motsvarar den omfattning Vadstena församling hade 1999/2000 och fick 1967 efter införlivning av Sankt Pers församling.